# Eliseevita
L'eliseevita és un mineral de la classe dels silicats. Va ser anomenada en honor de Nikolai Aleksandrovitx Eliseev (1897-1966), un notable geòleg i petròleg rus, professor de la Universitat Estatal de Leningrad, en reconeixement de les seves contribucions a la geologia i la petrologia dels complexos metamòrfics i alcalins.

## Característiques
L'eliseevita és un inosilicat de fórmula química Na1.5Li{Ti₂O₂[Si₄O10.5(OH)1.5]}(H₂O)₂. Cristal·litza en el sistema monoclínic. Està properament relacionada amb la lintisita i la punkaruaivita.
Segons la classificació de Nickel-Strunz, l'eliseevita pertany a «09.DB - Inosilicats amb 2 cadenes senzilles periòdiques, Si₂O₆; minerals relacionats amb el piroxens» juntament amb els següents minerals: balifolita, carfolita, ferrocarfolita, magnesiocarfolita, potassiccarfolita, vanadiocarfolita, lorenzenita, lintisita, punkaruaivita, kukisvumita, manganokukisvumita, vinogradovita, paravinogradovita, nchwaningita, plancheïta, shattuckita, aerinita i capranicaïta.

## Jaciments
L'eliseevita al mont Al·luaiv, situat al massís de Lovozero, (Península de Kola, Rússia). Es tracta de l'únic indret on ha estat trobada aquesta espècie mineral.